# 東港神社
東港神社（とうこうじんじゃ）は、台湾高雄州東港郡東港町（現屏東県東港鎮）に存在した神社で、昭和10年（1935年）10月18日に建立された。 戦後は、東港鎮海浜小学校の校庭となり、本殿は孔子廟に改められた 。 現在は、御神橋、寄進柱3本、孔子廟に改築された本殿などの遺構が残存する 。祭神は天照皇大神、大国主命、大己貴命、少彦名命、北白川宮能久親王

## 歴史
東港神社は昭和天皇による国民精神作興ニ関スル詔書の渙発より、昭和9年（1934年）で10周年となることを紀念して建立された神社で、昭和8年(1933年)12月に東港郡役所が神社の建立を決めた。
昭和10年（1935年）6月に地鎮祭が行われ、同年8月24日建立された。昭和16年（1941年）10月31日に郷社に昇格した。
太平洋戦争終結後、当初は軍営がおかれ、のちに海浜国民学校（現：海浜国民小学校）となった。1973年（もしくは1974年に拝殿の撤去が決まり、翌年取り壊し工事が始まったが、機械やバイクが故障する、工事責任者が病気になるなど怪現象の噂が流れたため工事は中止された。

## 境内
境内には拝殿・幣殿・本殿が立てられ、参道には一の鳥居、神橋、二の鳥居、三の鳥居が設置されていた。二の鳥居と三の鳥居の間には石燈籠が並び、手水舎が建てられていた。

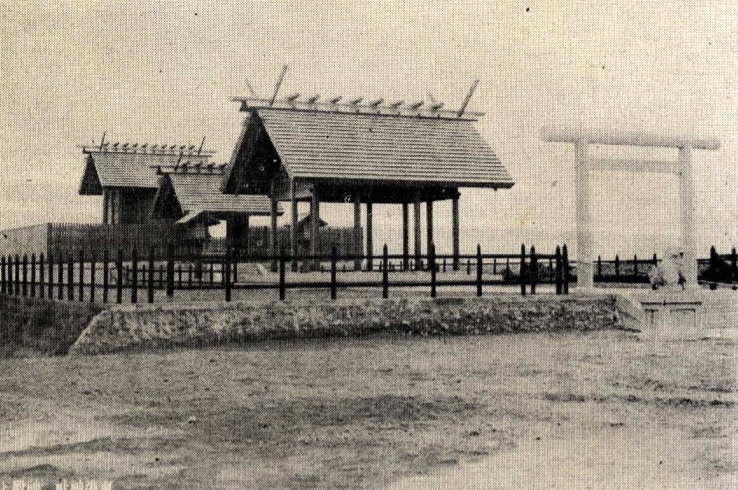
神社全景
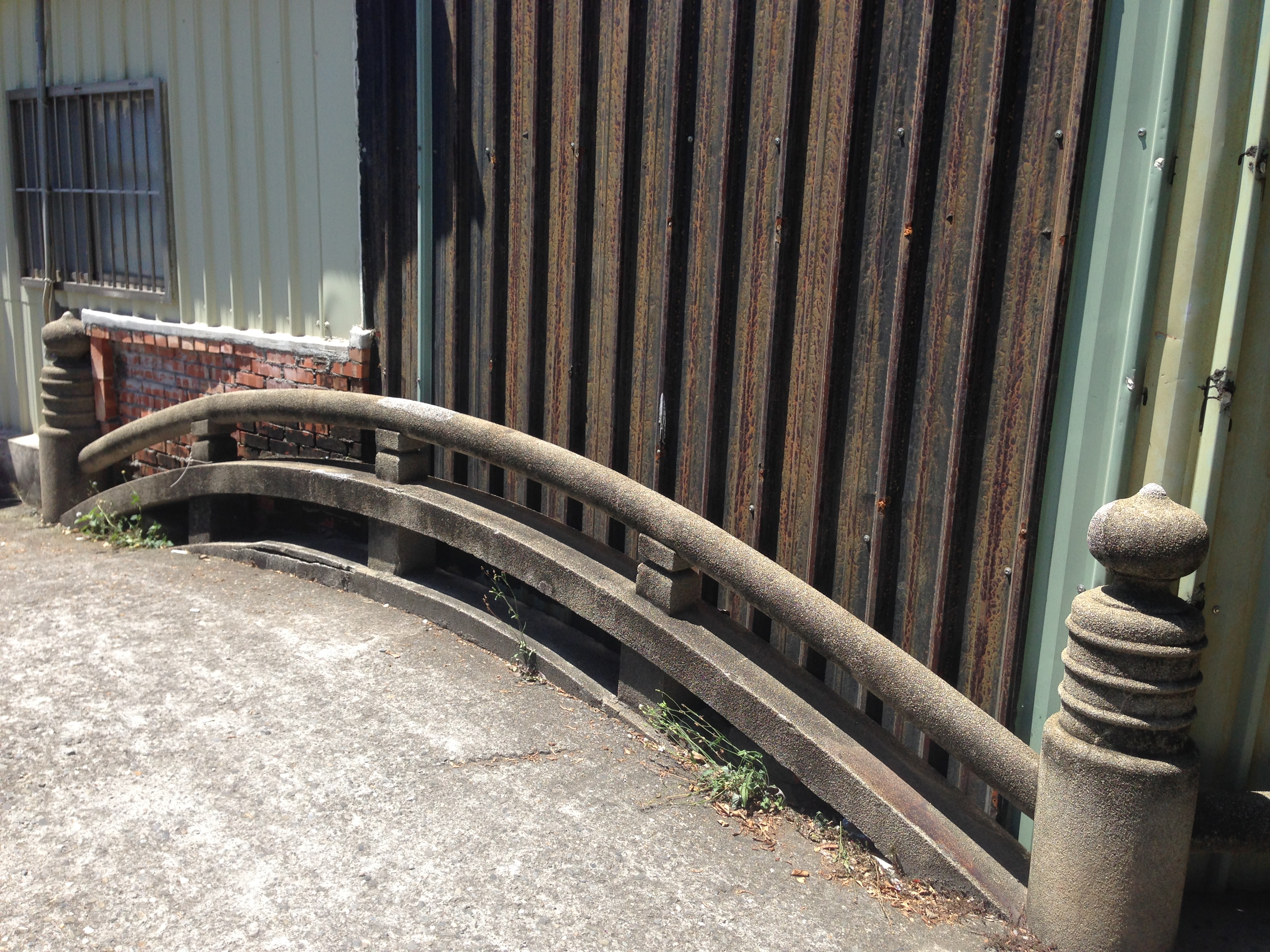
神橋
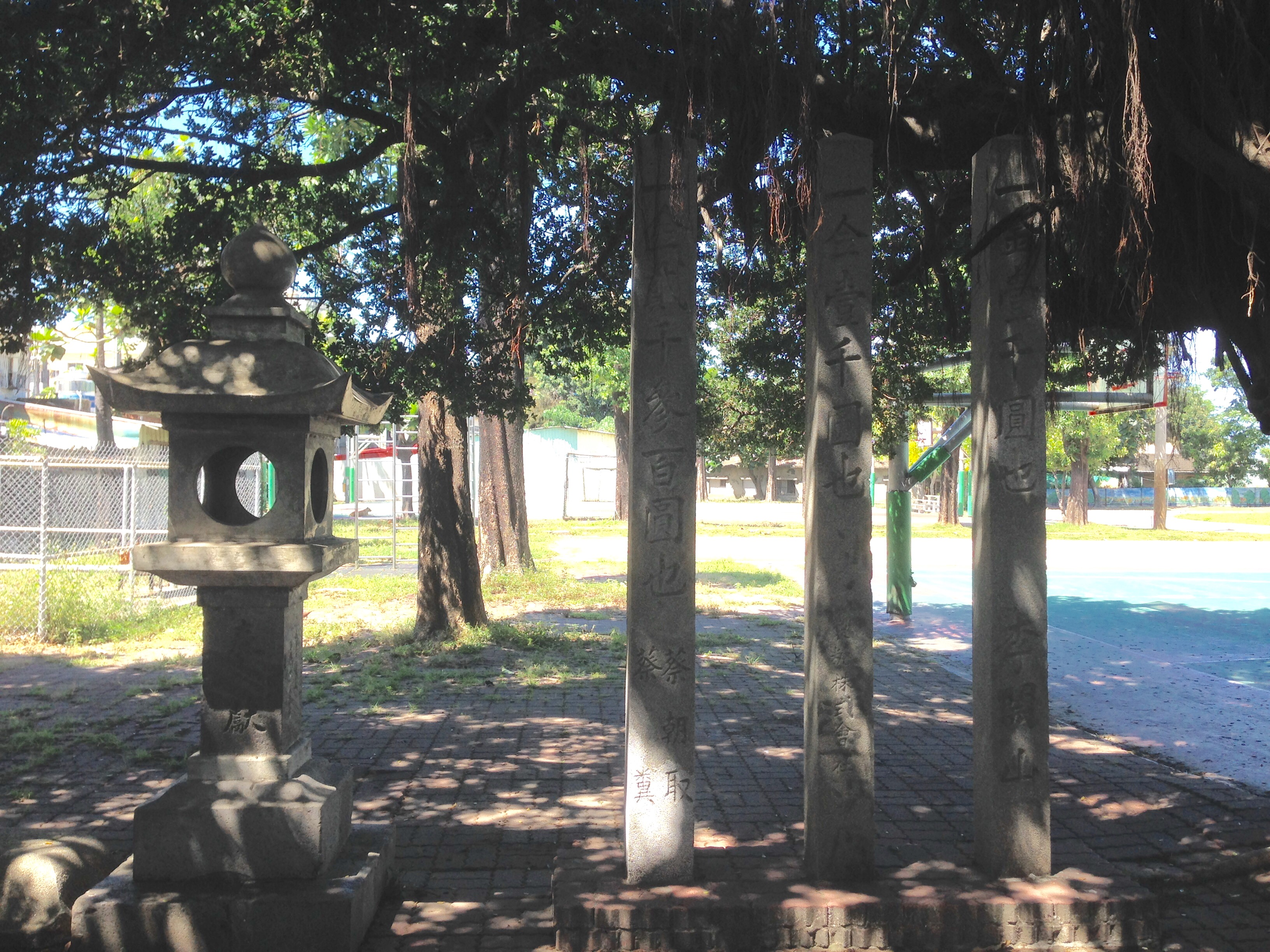
石灯篭
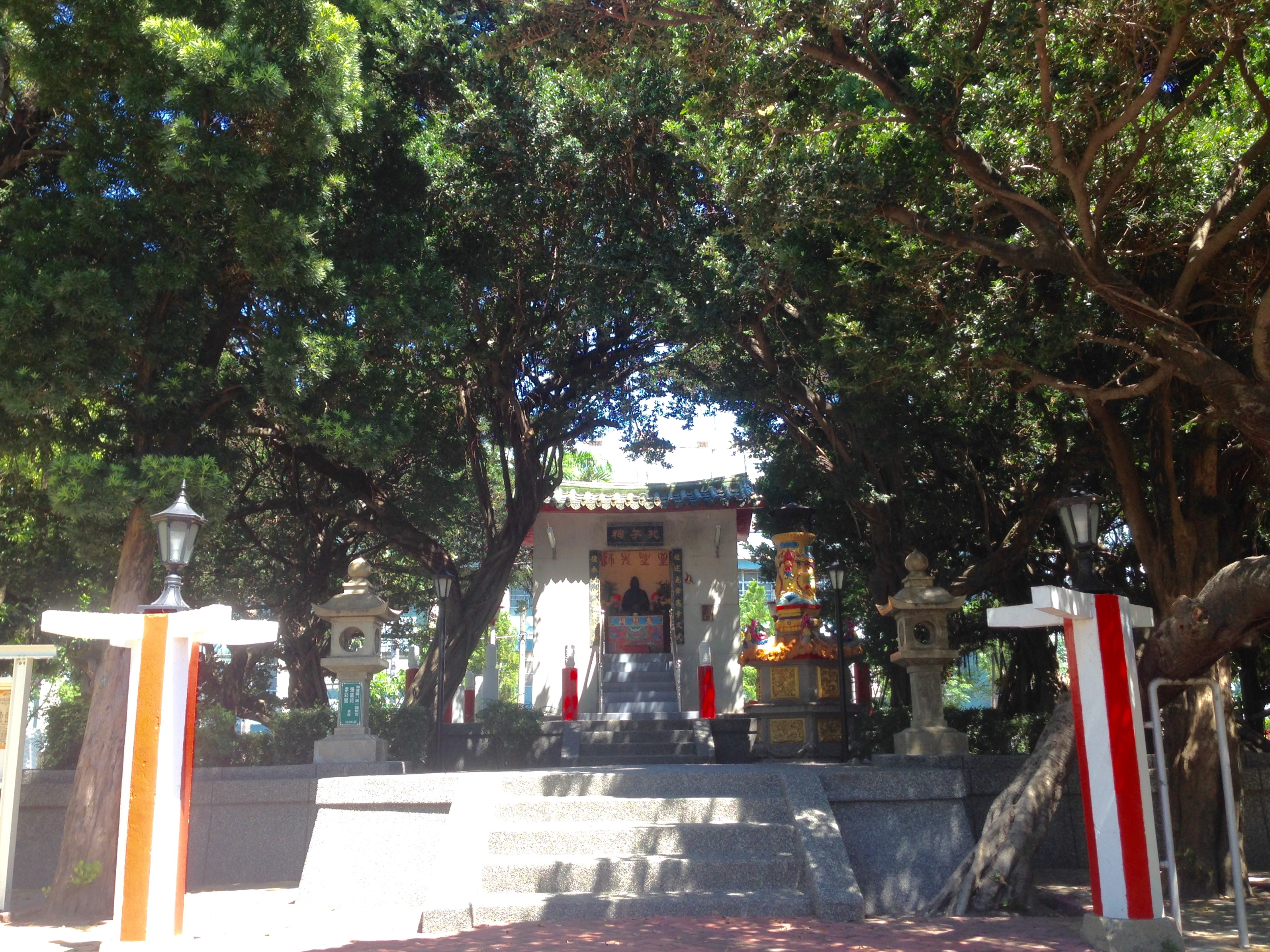
孔子廟